# Luis Moreno
Luis Moreno (Cidade do Panamá, 19 de março de 1981) é um futebolista panamenho que joga como defensor.
Começou sua carreira em 2000, no Deportivo Italia (não pode ser confundido com o clube venezuelano Deportivo Petare, anteriormente chamado desta forma), se destacando em outro clube panamenho, o Tauro, onde teve três passagens.
Moreno também passou rapidamente pelo futebol mexicano, jogando pelo Tiburones Rojos.
Desde o início de 2011, o defensor atua pelo Deportivo Pereira - ele teve atuações discretas pelos outros dois times colombianos onde passou (Envigado e Santa Fe).

## Carreira internacional
Desde 2001, Moreno atua pela Seleção Panamenha. Desde então, foram 69 partidas com a camisa dos Canaleros, tendo disputado três Copas Ouro da CONCACAF.

## O incidente com a coruja
Em 27 de fevereiro de 2011, o Pereira, atual equipe de Moreno, enfrentava o Junior, na cidade de Barranquilla.
Faltando 20 minutos para o término da partida, Moreno protagonizou uma cena que irritou a torcida do Junior: acabou chutando uma coruja, mascote do time mandante, para a lateral do campo. Tal ato gerou manifestações da torcida do Junior, que chamaram o zagueiro de "assassino". O animal acabaria morrendo dois dias depois.
Abalado, Moreno pediu desculpas, mas mesmo assim chegou a receber ameaças de morte dos torcedores do Junior, ainda irritados com o ato do zagueiro. Segundo as leis do país, Lucho (apelido de Moreno) seria condenado a três meses de prisão por maus-tratos a animais, mas ele acabaria sendo suspenso por duas partidas, além de ter que pagar uma multa.
A Dimayor (uma das entidades que regem o futebol da Colômbia) informou que Moreno havia cometido "um ato cruel contra uma espécie animal".